# Arena Lublin
Het Arena Lublin is een multifunctioneel stadion in Lublin, een stad in Polen. Het stadion wordt vooral gebruikt voor voetbalwedstrijden, de voetbalclub Motor Lublin maakt gebruik van dit stadion. In het stadion is plaats voor 15.500 toeschouwers. Het stadion werd gebouwd tussen 2012 en 2014 geopend op 21 september 2014. De officiële openingswedstrijd werd gespeeld op 9 oktober 2014, dat was de wedstrijd tussen Poland (-20) en Italië (-20) en eindigde in 2–1.

## Internationaal toernooi
Tijdens het wereldkampioenschap voetbal onder 20 van 2019 wordt er gebruik gemaakt van dit stadion. Dat toernooi wordt van 23 mei tot en met 15 juni in Polen gespeeld. Er zullen 6 groepswedstrijden en twee achtste finales en een halve finale worden gespeeld.